# Gerd Mosbach
 (décembre 2024).
Gerd Mosbach (né le 17 février 1963 à Cologne) est un peintre allemand.

## Biographie
Mosbach fait ses études à Cologne, Florence, Milan, et Madrid. Le point important de son travail est le portrait et la contention entre la physiognomonie, le geste et le rôle social. Mosbach, d'origine juive, se convertit au catholicisme à l'âge de 39 ans et depuis met avant les thèmes religieux dans son œuvre.

## Œuvre
Ses tableaux les plus connus sont le portrait de Jean-Paul II dans les appartements privés du palais du Vatican, du cardinal Joachim Meisner ou de Ralph Giordano. Au sein de la basilique des Saints-Apôtres de Cologne se trouve un grand tableau appelé L'Apôtre.